# Jungfrun förvandlad till lind
Jungfrun förvandlad till lind (klassifikation: SMB 12, TSB A 30) är en naturmytisk balladtyp som finns upptecknad i Sveriges Medeltida Ballader i elva svenska varianter (varav två är finlandssvenska) från 1700-talet och framåt. Sex av varianterna är försedda med melodier.

## Handling
Handlingen är delvis litet olika i olika varianter. Vanligast är ungefär denna:
En jungfru berömmer en linds skönhet. Linden svarar att hon kommer att huggas ned i morgon; bara en man skulle kunna rädda henne. Jungfrun sänder bud till mannen, som hastigt rider till linden. Linden förvandlas till en jungfru.
I flera varianter berättar linden till vad hon skulle huggas upp. I variant H är trädet i stället en björk, och balladen slutar med att björken försonas med sitt kommande öde:
Sen hugga de mig till en kyrkodörr
Då får jag glädje för aller min sorg
I flera varianter är linden förtrollad av sin styvmor, och den förstnämnda jungfrun är lindens halvsyster. I flertalet varianter verkar den befriade jungfrun och hennes befriare att förenas; men i några är jungfrun dödsmärkt.

## Paralleller på andra språk
Balladtypen finns också på danska (DgF 66) och norska.